# Kar98k
Karabiner 98 Kurz（カラビーナー・アハトウントノインツィヒ・クルツ, K98k, Kar98k）は、ナチス・ドイツで開発されたボルトアクション式小銃である。帝政時代に制式採用された歩兵銃Gewehr 98（Gew98）から派生した騎兵銃型の1つで、1935年6月，制式採用後、1945年まで生産された。そのため、第二次大戦を通じドイツ国防軍の正式小銃として採用、武装親衛隊などでも運用された。
ドイツ以外の国でも広く使用されたほか、第二次大戦後もドイツ（西ドイツ・東ドイツ）を始め、各国で使用され続けた。現在でも儀仗銃として使われている。

## 概要
Kar98kは通称であり、当時の軍マニュアル等によれば正式名称はKarabiner98kで、略称はK98kである。Karabiner（カラビナー）は騎兵銃を意味し、98は母体のGew98が制式採用された1898年を示す。末尾のkはkurz（クルツ）、「短い」を意味し、全体として「1898年式の短型騎兵銃」たるを示している。アメリカのカービン銃のカービンは、このカラビナーと同意である。騎兵は馬上射撃が求められるので、取り回しのしやすさのため短めの全長、また、背負った場合の安定性のため負革が銃側面にあること等が、騎兵銃の形状の特徴となっている。これが転じて、後のドイツでは負革が銃側面に付く小銃をKarabinerと呼ぶことにもなっている。 
　口径7.92mm、装弾数5発のボルトアクション式ライフルである。制式採用時点で、アメリカやソビエト連邦等では半自動小銃の実用化が進められており、すでに旧式化しつつあったが、命中精度や安全装置の設計に優れ、高い信頼性や生産性から1945年終戦まで生産が続けられた。生産は、開発者モーゼル社の二つの工場の他、国内複数の銃器メーカーと占領下の国外銃器工場まで動員して行われ、総生産数は1,100万丁を超える。
精度の高い個体は4～6倍程度の望遠照準鏡との組合せで狙撃銃としても威力を発揮し、戦争末期におけるドイツ狙撃兵は前進する連合国兵士の脅威となった。

## 系譜

### Karabiner98a

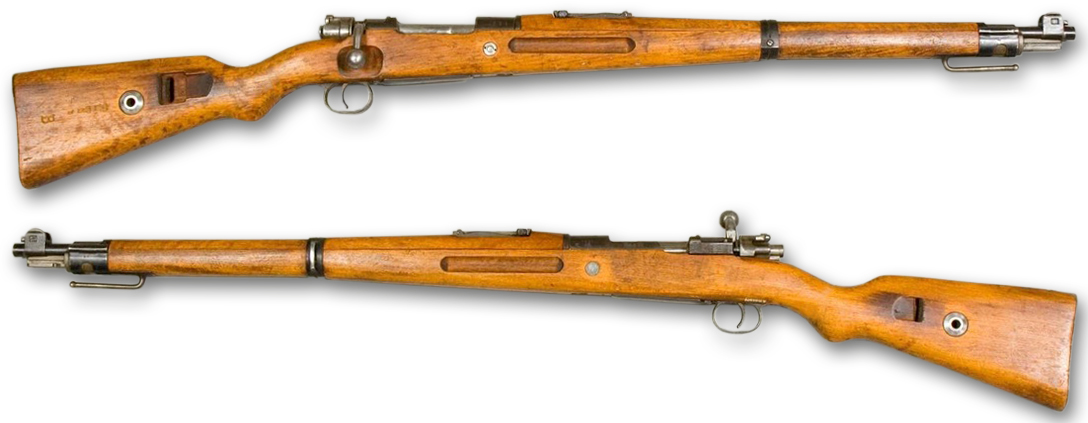
Kar98a

Gew98の文字通りの騎兵銃型Kar98（Karabiner98）は、1900年頃から開発が開始された。当初の銃身長は435mmで反動や銃口炎などが不適であったため、1907年に完成した最終モデルの銃身長は590mmとなった。これはKar98AZ（Karabiner98 mit Aufpflanz- und Zusammensetzvorrichtung, 着剣・叉銃金具付き98年式騎兵銃）と呼ばれたが、後のヴァイマル時代に後述のKar98bと区別するためKar98a（Karabiner98a）と呼ばれるようになり、今日に至っている。Kar98aの全長は、銃身長600mmであるKar98kとほぼ同じであり、側面の負革や曲げられたボルトハンドル等、似た特徴もある一方、銃口近くから機関部薬室付近まで覆う木被（銃身覆い）や特徴的な叉銃用金具等、異なる点も多く有していた。

### Karabiner98b

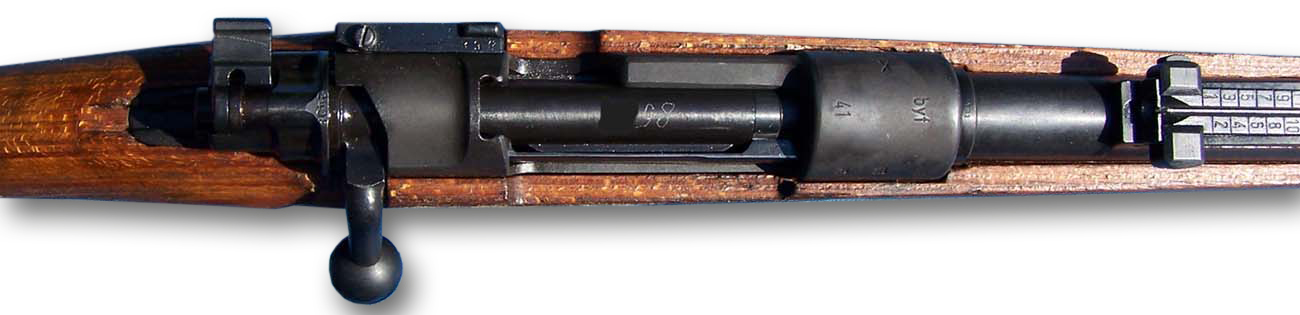
Kar98kのボルトアクション部分

第一次世界大戦の敗戦と共にドイツにはヴェルサイユ条約により軍事的にも厳しい規制が課されることとなった。その下で新生ヴァイマル共和国陸軍（Reichsheer）は当初第一次世界大戦より残されたGew98やKar98を使用したが、銃器の経年劣化によるメンテナンス増に際して規格の統一化を図るため、1920年代初頭にGew98にいくつかの改良を加えてKar98b（Karabiner98b)として採用した。
Kar98bは銃身長がGew98と同じ740mmであったが、負革が側面に付けられたことからKarabinerと呼ばれた。またほとんどのKar98bは既存のGew98を改造したものであった。

### スタンダードモデルおよび郵政省用小銃

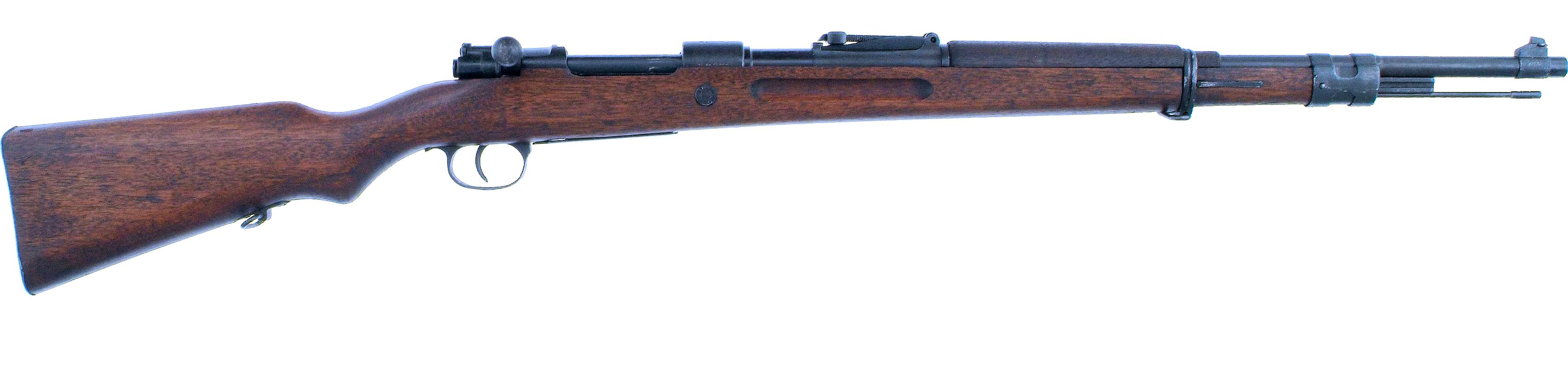
中正式歩槍（中国でライセンス生産されたスタンダードモデル）

第一次世界大戦後、世界の主力小銃の中心はそれまでの長銃身から短銃身へと移りつつあった。1920年代前半にはチェコスロバキアやベルギーでは短銃身のモーゼル式小銃を開発、多数を輸出するようになっていた。モーゼル社は、これに対抗すべく銃身長600mmのモーゼル・スタンダードモデル1924（Mauser Standard-Modell 1924）を開発した。本銃は、まさにGew98の短銃身版というもので、銃身長や改良された照門を除き、銃下側の負革や直線状のボルトハンドル等はGew98と同様であった。
ヴェルサイユ条約の制約により、モーゼル社は本銃を未完成の部品として輸出し、スイスで組み立てを行った。
1933年、モーゼル社ではスタンダードモデルに更なる改良を施した。これが、社内記録に「ドイツ郵政省用小銃」（Gewehr für Deutsche Reichspost）として残るものである。本銃は、郵政省の財産を強盗や暴動から守るという名目で発注されたが、実質的にはドイツ再軍備への下準備に他ならなかった。その外見は、木製ストックに指掛け用の溝があることや、リアバンドの固定金具の形状、機関部等の刻印が異なる以外はKar98kとほぼ同一であり、まさにその前身と言えるものであった。

## 生産

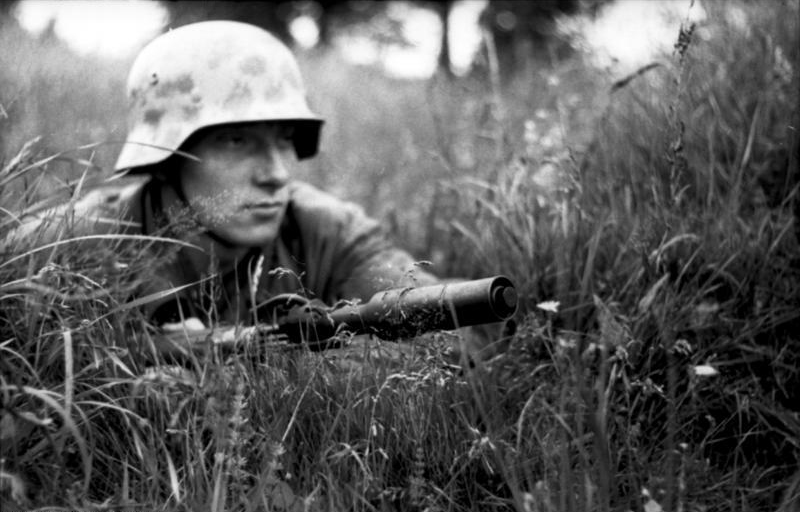
1944年フランスで撮影されたドイツ空軍の降下猟兵。小銃擲弾投射器付きのKar98kを持つ

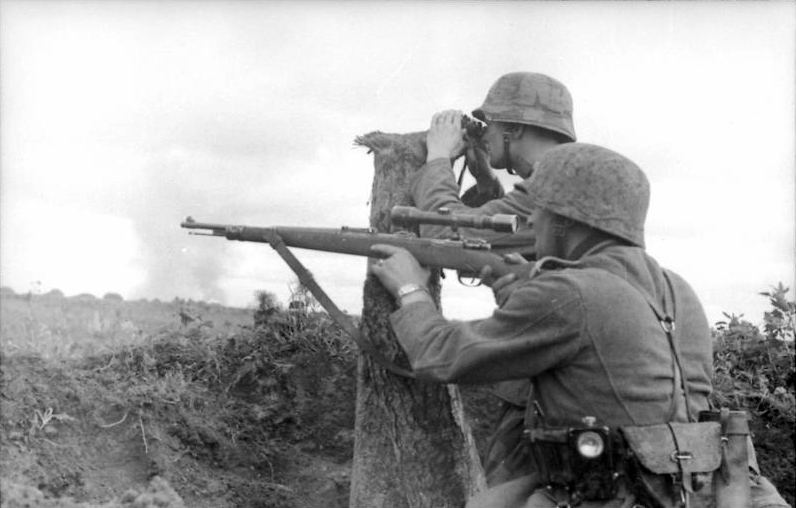
A.Jackenkroll社製民間用Ajack4x90スコープ付Kar98k。ロシア戦線で撮影。

すでに述べたとおり、Kar98kの制式採用は1935年6月で、6月21日発行の陸軍報（Allgemeine Heeresmitteilungen）に6月14日付け告示として記載されている。しかし実際の生産は、1934年にすでに開始されている。そのメーカーはモーゼル社（Mauser Werke）の他、ザウエル社（JP Sauer und Sohn）の２社である。その後、製造メーカーの数は増え続け、途中製造を中止するメーカーもあったものの、1934年から1945年まで総合計8社10工場においてKar98kの生産が行われた。その生産は、ドイツ国内に限らず、占領下のオーストリアやチェコスロバキアにおいても行われた。
Kar98kの総生産数は、戦火や戦後の混乱で記録が失われていたり、また相互に矛盾する記録が存在することなどもあり、正確な数値は不明である。そのため、様々な推計値が存在するが、その一つとして米国のコレクターを中心に行われた、銃に刻印されたシリアルナンバー（一連番号）からの推計値がある。ドイツの小火器類は一定のルールに基づいてシリアルナンバーが刻印されている。現存するものについて、これをメーカーごとに詳細に記録し、集計することでその総数を推計する方法である。その最新結果によれば、Kar98kは1934年から1945年までで総数11,367,893丁生産されたとのことである。ただし、Kar98kはメーカー工場で生産された物だけがすべてではない。残されたGew98やKar98bの部品に新たにメーカー工場から供給された部品を組み合わせて各軍管区の兵站部等で製造された物も存在する。これらは上記数値には含まれていないことになる。
Kar98kのボルトアクションメカニズムは、元祖のGew98時代から基本的に変わっていない。またその形態もKar98kとして採用された当初から終戦まで大きな変更はないが、戦火が激しくなるにつれて、当初は削り出し加工であった部品がプレス加工になる等、細かなバリエーションが存在する。また、1944年からはKriegsmodell（クリークスモデル）と呼ばれる戦時省力型の生産も開始されている。その一番の特徴は、着剣装置や銃床上のボルト分解用金具の廃止である。

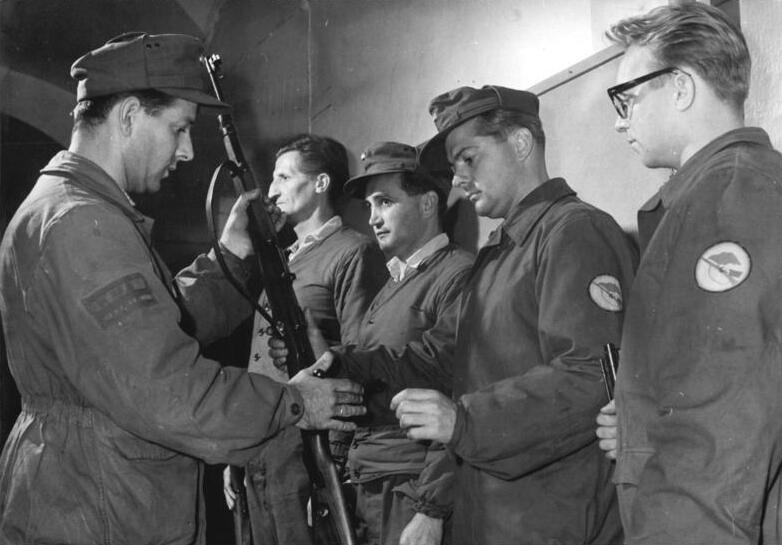
東ドイツの民兵組織、KdAの隊員。
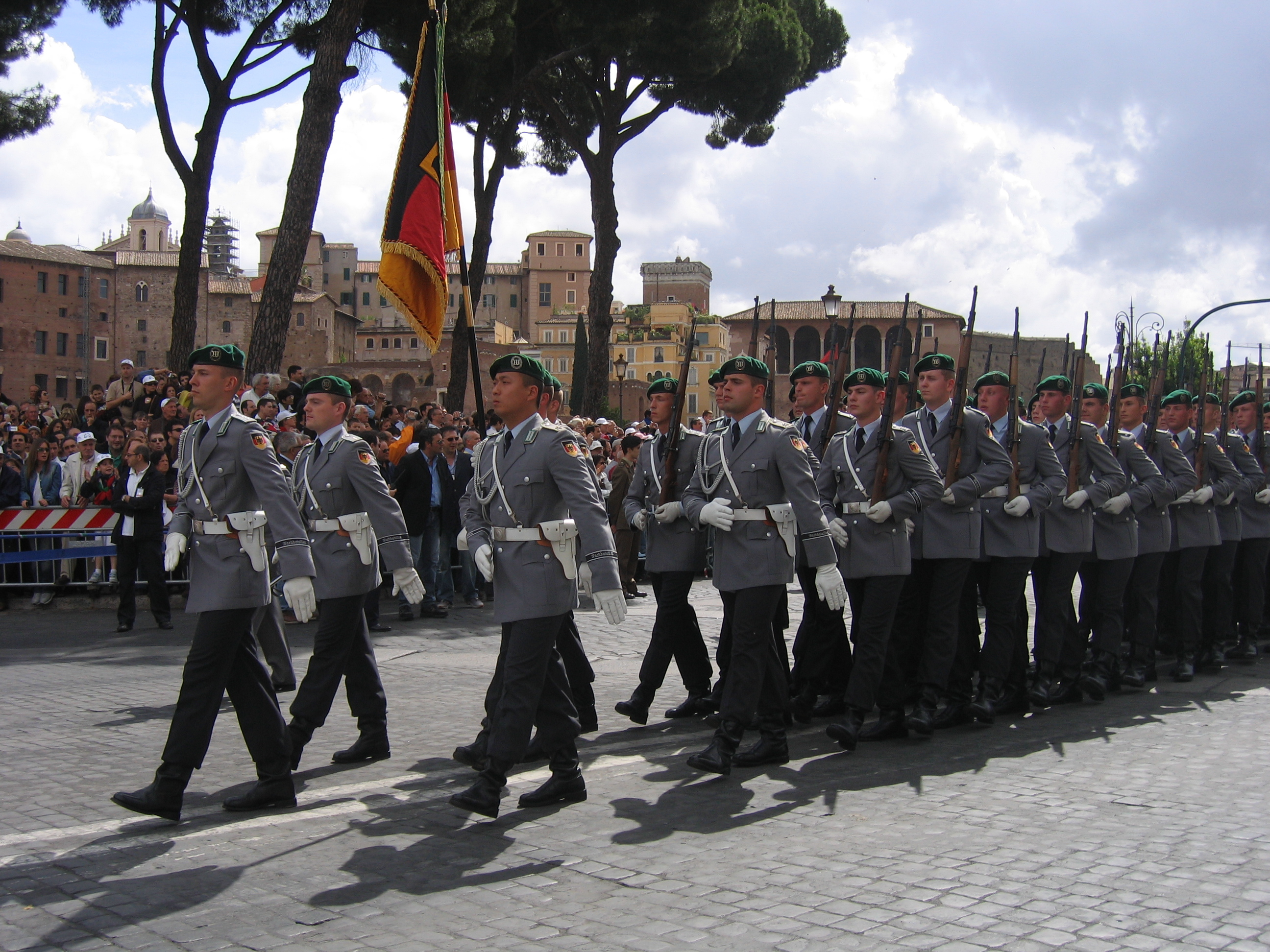
ドイツ連邦軍衛兵大隊の行進。

## Kar98kのバリエーション（派生型・類似型）

### 狙撃銃
狙撃銃として使用されたKar98kは、選抜された特に精度の高い個体が一部メーカーの工場または軍の兵站部において改造されたものである。これらには、多種多様な光学照準器（ライフルスコープ）及び装着器具（マウント）が使用されたが、特にスコープに着目すると次の3つに大別できる。
1. 民間用スコープ
  - 4倍率が主流であり、純粋な民間用生産品を転用したタイプと戦争後期に軍の仕様に基づいて生産されたタイプとがある。今日ではメーカーや型式、マウント種別に関わらずすべてZF39と呼称されることが多いが、これは不正確である。当時の軍資料[注釈 8]によると、39型照準眼鏡ZF39（Zielfernrohr39）はカール・ツァイス社製の4倍率スコープであるツィールフィア（Zielvier）と今日「タレットマウント」と呼ばれるマウントとの組合せのみを指し、その他のスコープはツィールフィアも含めて市販照準眼鏡（handelsübliche Zielfernrohre）として総称されていた[注釈 9]。
2. ZF41
  - 41型照準眼鏡ZF41（Zielfernrohr41）は1.5倍率の小型スコープで接眼距離が長く、本来は通常の歩兵部隊の上級射手のために開発されたものであったが、実際には特殊任務に就く狙撃兵にも多数支給された。狙撃用途としては、当然のことながら能力的に不十分であったにもかかわらず、結局このタイプが最も多く生産され、使用された狙撃銃となっている[28]。
3. GwZF4（ZFK43）
  - 4倍率小銃用照準眼鏡GwZF4（Gewehr Zielfernrohr 4fach）は半自動小銃Gew43用として1943年春頃に完成[29]し、1944年4月25日付け[30]でGew43がKar43と改称された後にはK43型照準眼鏡ZFK43（ZielfernrohrK43）と改称されている[注釈 10]。戦争末期に軍はライフルスコープの生産拡大のために仕様の標準化を図り、その一環としてKar98kにもGwZF4を装着することが検討された。その特殊なスコープマウントと、対応するマウントベース付きKar98kはごく少数のみ現存することから、試作に留まったか、試験的使用に限られたものと思われる[31]。

### チェコ製ライフル

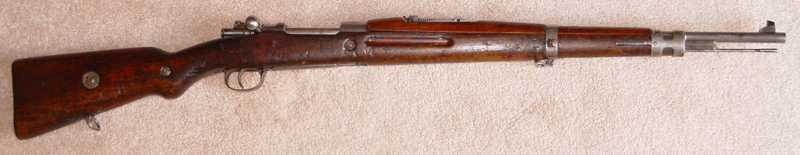
ブルノ Vz24

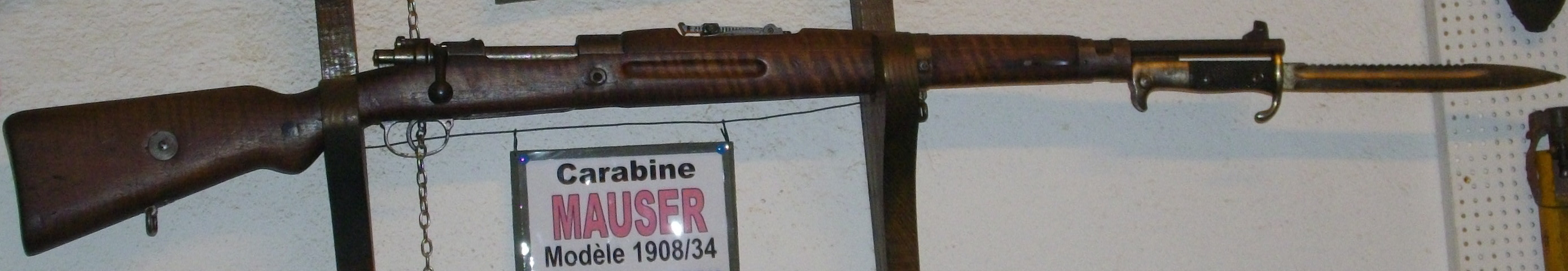
M1908/34（ブラジル向けVz12/33）

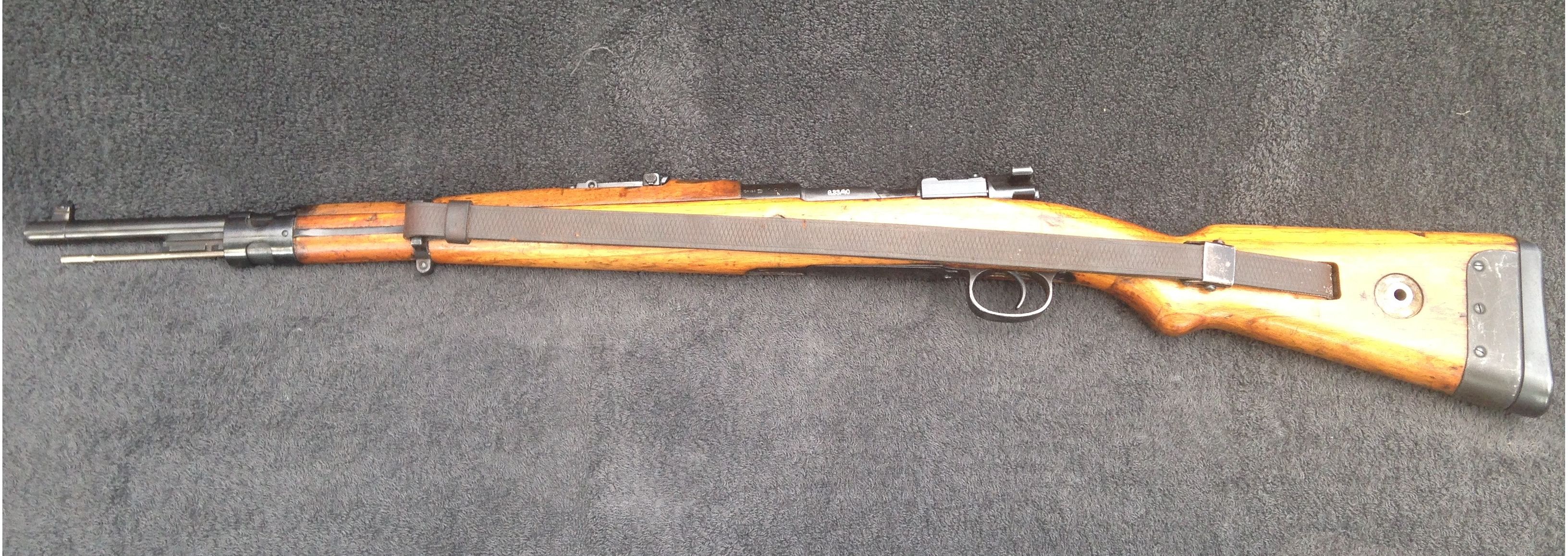
G33/40。山岳地での使用に適するよう、銃床後部が金属板で補強されている。

チェコスロバキアのブルノ社（ドイツ名Waffenwerke Brünn）では、戦前からモーゼル式小銃Vz24やその短銃身型のVz33等を製造していたが、ドイツによる占領と共にそれらは細部をKar98kに類似させたドイツ型に修正して製造されるようになり、それぞれG24(t)、G33/40と呼称された。特にG33/40は山岳部隊仕様とされたが、いずれも1942年には生産が終了し、翌年以降、ブルノ社の2つの工場における小銃生産はKar98kに一本化されることとなった。

### FN モーゼル M1924
第一次世界大戦後、ベルギーのFN社でGew98を改良し生産したモーゼル式小銃。中南米諸国や中華民国などに輸出された。

### G40k
1940年4月、軍はKar98kを更に短銃身としたG40kという新型小銃の試作命令を出した。その銃身長は490mm、全長は995mmであったが、少数が試作、試験されるに留まった。

### Volkskarabiner98（VK98）
Kar98kの簡易戦時生産型で、大戦末期に中高齢者や少年を主体に編成された国民突撃隊の装備として作られた「国民突撃銃」の内の一つである。ナチス党行政側の要請で、武器を確保するためにkar98kを生産していた工場から、在庫部品を民間へと下げ、そこで製作された。そのため、生産ラインや工場によりさまざまなタイプが存在し、従来のKar98kと同じように5発の弾倉を持つものと、単発式のもの、拳銃式のサイトから本来のサイトなどかなりの差異が見られたという。
（単発型諸元） 口径：7.92 mm 全長：1,031 mm 銃身長：528 mm 重量3.13 kg 初速：731 m/s

### その他試作型
- 降下猟兵（空挺部隊）等における携行性の向上のため、蝶番による折り畳み銃床式のKar98kやG33/40。また、銃身と機関部の分離式のKar98kも試作。日本陸軍の試製一〇〇式小銃、試製一式小銃、二式小銃開発の参考になった。
- MP43で使用された7.92×33mmクルツ（短薬莢）弾を使用するKar98k。
- プラスチック銃床付きKar98k。

### 民間向けライフル
2009年現在、モーゼル社は民間向けにGew98/Kar98kアクションを忠実に再現した狩猟用ライフル「モーゼルM98ライフル」を販売しており、日本国内でもライフル銃として所持をする事が可能となっている。

## 登場作品
ドイツ軍の制式小銃だったため、第二次世界大戦を題材にしたものやドイツ軍が登場する作品に多く登場する。また、第一次世界大戦を題材にした作品においても、Gew98の小道具の代用に用いられることもある。

### 映画・テレビドラマ
『CSI:科学捜査班』
第12シーズン「殺人兵器」に登場。隠し部屋の壁に掛けてある。
『WITHOUT A TRACE/FBI 失踪者を追え!』
第3シーズン「陪審員の過去」に登場。
『Mr.ビーン カンヌで大迷惑?!』
『X-メン』
『インディ・ジョーンズシリーズ』
『レイダース/失われたアーク《聖櫃》』
『インディ・ジョーンズ/最後の聖戦』
上記作品にて、ドイツ軍兵士が使用。

『ウルヴァリン:X-MEN ZERO』
『エアリフト』
『グラインドハウス』
武装親衛隊の狼女に登場。
『コンバット!』
ドイツ軍兵士が使用。
『勝利への脱出』
ドイツ軍兵士がスコープなしのものを装備。
『人狼 JIN-ROH』
擲弾発射機を付けて、グレネードランチャーとして使われる。
『スターリングラード』
ケーニッヒ少佐が使用。
『スパイ・ゾルゲ』
『戦争の犬たち』
ザンガロ政府軍兵士が使用。
『タイム･ジャンパー』
『沈黙の逆襲』
『バルトの楽園』
ドイツ国内の場面でGewehr98が、チンタオ攻防戦の場面でKar98kが登場。ただし、後者は時代が合わない。
『バンド・オブ・ブラザース』
ドイツ軍兵士が使用。
『ヒトラー 〜最期の12日間〜』
ドイツ軍兵士が使用。
『フューリー』
武装親衛隊とドイツ軍兵士が使用。また、武装親衛隊狙撃手が銃身に草を巻きつけて偽装を施し、ZF42 スコープを取り付けたものを使用してウォーダディーを狙撃し、致命傷を負わせる。
『プライベート・ライアン』
武装親衛隊とドイツ軍兵士が使用。また、ドイツ軍狙撃手が銃身に草を巻きつけて偽装を施し、狙撃用スコープを取り付けたものを使用する。
『ヘルボーイ』
『ライラの冒険 黄金の羅針盤』
『ランボー3/怒りのアフガン』
ハミドとムジャヒディンの何人かが使用する。
『ワルキューレ』

### アニメ・漫画
『HELLSING』
ミレニアム大隊が銃剣を装着して使用する。
『LUPIN THE ⅢRD 次元大介の墓標』
次元大介が照準器を装着したものを狙撃に使用する。
『ウォースパイト〜マルスの目〜』
『ウクライナ混成旅団』
単行本「幻の豹 The Panther in Ukraina 1950」または「独立戦車隊」収録作品。狙撃用照準器を取り付けたものを中川が使用し、GAZ-67の操縦手を狙撃する。
『紅の豚』
空賊連合、マンマユート団が所持している。
『軍靴のバルツァー』
ヴァイセン陸軍の装備。作中では連発式ではなく単発式である。また、金属製薬莢ではなく紙製の弾薬を使用している。
『ココロ図書館』
アニメ版第11話に登場。都亜留村に駐留する第三分隊の装備品。発砲シーンはない。
『人類は衰退しました』
『ソ・ラ・ノ・ヲ・ト』
ヘルベチア共和国陸軍の制式歩兵銃。主人公達の第1121分隊にも4丁配備されている。漫画版では珍妙な構え方で発砲している。
『逮捕しちゃうぞ the MOVIE』
『ハウルの動く城』
王国兵士が使用。
『パンプキン・シザーズ』
帝国陸軍に採用されている。
『ブラック・ラグーン』
『マスターキートン』
最終回でルーマニアの村に残されていたものをキートン達が使用。
『迷彩君』
ヒストリカルゲームで登場。
『鋼の錬金術師』
リザ・ホークアイ中尉が作中で度々使用。またアメストリス軍でも使用される。
『幼女戦記』
帝国軍兵士らの標準装備として登場。

### 小説
『鏖殺の凶鳥』（文庫名：『凶鳥〈フッケバイン〉 ヒトラー最終指令』）
カッツェンボルン住民が「異形者」に対して使用。
『怪盗クイーンシリーズ』
『怪盗クイーン、仮面舞踏会にて』
ゲルブがジョーカーを狙撃するため使用（架空の「Kar98改」という名前で登場）。
『怪盗クイーンに月の砂漠を』
ゲルブがピラミッドと逆ピラミッドの接点を狙撃するため使用（架空の「Kar98改弐式」という名前で登場）。

『旭日の艦隊』
ドイツ兵が使用。
『新・旭日の艦隊』
ドイツ兵が使用。

『紺碧の艦隊』
ドイツ兵が使用。
『新・紺碧の艦隊』
ドイツ兵が使用。

『鼠たちの戦争』
ハインツ・トルヴァルトが使用。
『蓬萊学園の魔獣』
テオドール・ザールヴィッツが使用。
『蘇える金狼』
『同志少女よ、敵を撃て』
主人公セラフィマらの敵ドイツ兵、主にハンス·イェーガーが使用。

### ゲーム
『Alliance of Valiant Arms』
カプセル商店で販売。スナイパーのメイン武器。
『Enlisted』
全キャンペーンで枢軸軍が使用可能。
『HIDDEN & DANGEROUS 2』
『Men of War: Assault Squad』
『Operation Darkness』
『PLAYERUNKNOWN'S BATTLEGROUNDS』
スナイパーライフルとして7.62mm弾仕様が登場する。
『The Saboteur』
「Carbine Rifle」の名称で登場するほか、スコープを取り付けた狙撃銃型が「Scoped Carbine」の名称で登場する。両者ともにナチス兵士が使用する。
『Wolfensteinシリーズ』
『コール オブ デューティシリーズ』
『CoD』
ドイツ軍のボルトアクションライフルとして登場する。
『CoD:UO』
ドイツ軍のボルトアクションライフルとして登場する。
『CoD:FH』
ドイツ軍のボルトアクションライフルとして登場する。
『CoD2』
ドイツ軍のボルトアクションライフルとして登場する。
『CoD2:BRO』
ドイツ軍・イタリア軍のボルトアクションライフルとして登場する。
『CoD3』
ドイツ軍のボルトアクションライフルとして登場する。
『CoD:WaW』
ドイツ軍のボルトアクションライフルとして登場する。銃剣や小銃擲弾を装着可能。
『CoD:BO』
ゾンビモードでのみ使用可能。
『CoD:WWII』
ドイツ軍のボルトアクションライフルとして登場する。
『CoD:MW』
シリーズでは珍しく現代戦での登場。マークスマンライフルとして登場する。キャンペーンではウルジクスタン解放軍の装備として登場している。
『CoDmobile』　　　　　　　　　　　　
マークスマンライフルとしてkilo Bolt-Actionの名前で登場。　
『CoD:MWIII』
シーズン4にて追加。デフォルトの塗装は現代風の黒系統で統一されている。
『鋼鉄の虹 パンツァーメルヒェンRPG』『ネットゲーム95 鋼鉄の虹 〜Die Eisenglorie〜』
グリューネラント軍制式小銃。第三帝国から貸与されたものと、ライセンスによる自国生産品がある。
『荒野行動』
「Kar98K」という名称で登場する。通常物資として落ちている。
『BulletForce』
『スナイパーエリートV2』
初回生産版のみに特典としてSVT-40と共に「Karabiner 98k」の名称で実装されており、使用可能。
『戦場のカルマ』
『トータル・タンク・シミュレーター』
ドイツのスナイパーが装備している。
『ドールズフロントライン』
萌え擬人化されたものが星5戦術人形として登場。
『バトルフィールドシリーズ』
『BF1942』
ドイツ軍の小銃として登場する他、スコープを搭載したものがドイツ軍・日本軍の狙撃銃として登場する。
『BF1943』
日本海軍偵察兵の装備として「九八式狙撃銃」の名称で登場する。
『BFV』
斥候兵の武器として登場する。
『BF2042』
Portalモードにおいて登場。

『ブラザー イン アームズシリーズ』
『メダル・オブ・オナーシリーズ』
『メタルスラッグ』